# Görög Jenő
Görög Jenő (Budapest, 1920. június 20. – Budapest, 1978. december 12.) vegyészmérnök, a kémiai tudományok kandidátusa (1964).

## Életpályája
A budapesti József Nádor Műszaki és Gazdaságtudományi Egyetem vegyészmérnöki karán 1938-ban kezdte tanulmányait. 1941-ben már kisegítő tanársegéd a mezőgazdasági kémiai technológia tanszéken, később Binder-Kotrba Géza első tanársegédje. Vegyészmérnöki oklevelet 1942-ben szerzett, 1944-ben a budapesti egyetemen gyógyszerész oklevelet is kapott. Egyetemi doktor 1950-ben, adjunktus 1946-tól, docens 1953-tól. Vezetője volt az egyetem ipari mikrobiológiai kutatócsoportjának is.

## Munkássága
A mikológiát munkája, oktatói tevékenysége egyik fő területének tekintette. A biológiai tudományok fejlődésével ennek tananyagát folyamatosan változtatta, korszerűsítette, így a mikológia helyébe a mikrobiológia, majd ipari mikrobiológia és enzimológia lépett. A gyógyszeripari ágazatos hallgatók számára megteremtette a biológiai ismeretek tantárgyat. Kutatásai során foglalkozott a C-vitamin-gyártás alapanyagának, a szorbóznak mikrobiológiai előállításával. Elsők között ismerte fel a mikrobiológiai ércfeltárás hazai jelentőségét. Kutatási témája volt a háncsfeltárás. Foglalkozott ennek mikrobiológiájával, a háncsfeltárás folyamatainak mechanizmusával, javaslatokat tett a technológia fejlesztésére. Alelnöke volt a Magyar Élelmezésipari Tudományos Egyesület Mikrobiológiai Szakosztályának, munkájáért a Sigmond Elek-emlékéremmel tüntették ki.

## Szerepe az 1956-os Forradalmi Bizottságban
1956. október 31-én, távollétében beválasztották a Műegyetem Ideiglenes Forradalmi Bizottságába. A szovjet bevonulás után a Bizottság tagjainak többségét megrovással elbocsájtották az egyetemről. Görög Jenő ellen nem indult fegyelmi eljárás, de szakmai sikerei és közkedveltsége ellenére soha többé nem léptették elő.

## Díjai, elismerései
- Az MTA Mezőgazdasági és Élelmiszer-ipari Szakbizottságának tagja.
- A Magyar Élelmezésipari Tudományos Egyesület (MÉTE) Mikrobiológiai Szakosztályának alelnöke.
- Munka Érdemérem (1953)
- Akadémiai Jutalom (a szorbóz-előállítás félipari, illetve laboratóriumi módszereinek kidolgozásáért, 1952)
- Sigmond Elek-emlékérem.
- Tiszteletére a BME Vegyészmérnöki Kara Görög Jenő-díjat alapított.
- Kollégái és hallgatói megbecsüléséről tanúskodik a BME visszaemlékezése

## Főbb munkái
- Technikai mikrobiológiai gyakorlatok (Budapest, 1956, 1957)
- Előerjesztéses háncsfeltárási kísérletek (kandidátusi értekezés Budapest, 1963)
- Élelmiszeripari nyersanyag gazdálkodás (Budapest, 1963)
- Alkalmazott mikrobiológia és enzimológia gyakorlatok vezérfonala (Nyeste Lászlóval, Puskás Auréllal, Budapest, 1963)
- Biológiai ismeretek (Budapest, 1967, 1973)
- Ipari mikrobiológia és enzimológia (Budapest, 1976, 1981, 1984)
- Ipari mikrobiológiai gyakorlatok I.  (Budapest, 1963)
- Élelmezési iparok I. (dr. Görög Jenő, Maczelka László, dr. Törley Dezső, dr. Török Gábor, Budapest, 1957.)
- Enzimológia és mikrobiológia (Budapest, 1956)
- Ipari hűtővizek minőségi kérdései (Kelemen László, Varró istván, Frank György, pataki István, dr.Görög Jenő, dr.Tóth Nándor, dr. Sebestyén Olga, Budapest, 1966)
- Len-kenderipari műszaki zsebkönyv (Antal József, Beck Tamás, Cséffalvay Olga, dr. Görög Jenő, 1960)
- A levegőztetéses áztatás tíz éve (Len, Kender Ipari Műszaki Tájékoztató, 1966. november-december)